# 완주 송광사 사적비
완주 송광사 사적비(完州 松廣寺 史蹟碑)는 대한민국 전북특별자치도 완주군 소양면, 송광사에 있는 조선시대의 비석이다. 1971년 12월 2일 전라북도의 유형문화재 제5호로 지정되었다.

## 개요
송광사 뒷뜰에 놓여 있는 비로, 절의 개창(開創:절을 처음으로 세움)을 기념하기 위해 세운 것이다.
형태는 거북받침돌 위에 비몸을 올리고 용을 새긴 머릿돌을 얹은 모습이다. 비의 앞면에는 비 이름과 비문이 새겨 있는데, 고려 보조국사가 전주 종남산을 지나다가 절터를 잡아놓고 제자들에게 절을 지을 것을 당부하였다는 내용과 보조국사에서 벽암대사에 이르는 스승과 제자의 계보가 주된 내용이다. 뒷면에는 송광사를 짓는데 참여했던 스님 가운데 한 분이었던 승명의 말을 인용하여 절을 짓게 된 경위 및 벽암대사의 제자와 시주한 사람, 개창 당시 기술자들의 이름을 기록하였다.
조선 인조 14년(1636)에 세운 비로, 신익성이 비문을 짓고, 선조의 여덟번째 아들인 의창군 광이 글씨를 썼다.

## 같이 보기
- 송광사

## 참고 자료
- 송광사사적비 - 국가유산청 국가유산포털